# Judith Huemer

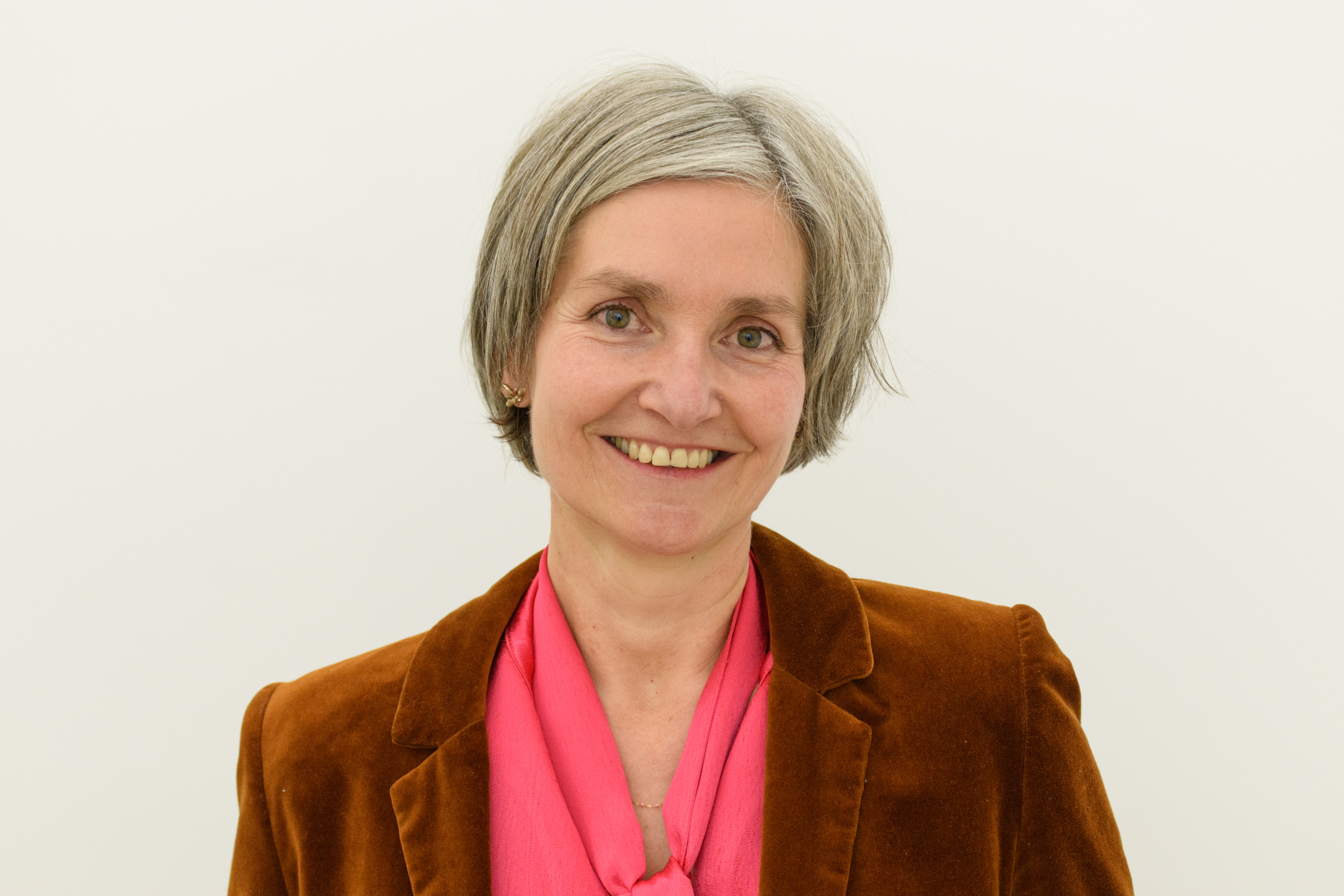
Judith Huemer (2022)

Judith Huemer (* 2. Dezember 1969 in Schärding) ist eine österreichische Künstlerin und Professorin an der Akademie der bildenden Künste Wien. Der Schwerpunkt ihres Wirkens liegt in den Bereichen Performance, Videokunst, Installation und konzeptuelle Fotografie.

## Leben und Werk
Judith Huemer wuchs in Münzkirchen/Oberösterreich auf und maturierte am Bundesgymnasium Schärding. 1988 entschied sie sich für ein Kunst-Studium und besuchte Klassen an der Universität für angewandte Kunst Wien, wie an der Akademie der bildenden Künste in Wien. Zu ihren wichtigsten Lehrern zählten Herbert Tasquil und Edelbert Köb. 1994, noch im Jahr, in dem Österreich für einen Beitritt in die Europäische Union stimmte, wechselte sie als eine der ersten und auf eigene Initiative im Rahmen des Erasmus-Förderprogramms der Europäischen Union nach Amsterdam an die als progressiv geltende Gerrit Rietveld Academie. Alexandra Henning attestiert den 90er Jahren „eine signifikante Pluralität künstlerischer Ausdrucksweisen und Diskurse“. Gattungsgrenzen verschmelzen und Szenen vermischen sich. Diese ungebundene Offenheit lässt sich in Judith Huemers künstlerischem Werdegang wiederfinden: Ursprünglich von dem Vorhaben geleitet, in Amsterdam Architektur zu studieren, wandte sie sich bald anderem zu und besuchte die von Jos Houweling geführte Abteilung für audiovisuelle Kunst. Schon in der Meisterklasse für Gestaltung in Wien (Herbert Tasquil) hatte sie ein ausgeprägtes Faible für neue Formen, Medien und Materialien entfalten können. Jetzt erschlossen sich ihr mit Performance, Videokunst und konzeptueller Fotografie weitere Gestaltungsräume und Themenfelder. Sie selbst äußerte sich über die Amsterdamer Akademie-Jahre als eine für sie wesentliche Zeit, um „... eine authentische künstlerische Erzählform zu entwickeln“. 1996/1997 beendete Judith Huemer ihre Studien mit einem Diplom an den Akademien in Wien, wie in Amsterdam.
Bereits während des Studiums an der Gerrit Rietveld Academie fanden sich Judith Huemer und der norwegische Künstler Tom-André Skullerud zu einer engeren Teamarbeit zusammen. Sie traten als ein Künstler- und Kunstpaar auf. Der gemeinsame Lebensentwurf, das gelebte Rollenverständnis jenseits tradierter Normen wurde zum Inhalt ihres kollaborativen Werkes, das sie mit „The Couple“ firmierten. Eine erste internationale Ausstellungstätigkeit nahm ihren Lauf. Die beiden Werkgruppen „Why should I reduce myself when I am in my best age“ (Amsterdam/Wien/Rom/Oslo) und „Hochzeitsglocken“ (Amsterdam/Wien) kennzeichneten 1999 das Ende von „The Couple“. Beide gingen eigene Wege. Doch Judith Huemer hielt weiterhin an einem Leitgedanken der Künstlerin Louise Bourgeois (1911–2010) fest: Kunst, so Bourgeois, handele vom Leben und das sei „im Grunde schon alles“. Entsprechend verarbeitete sie ihren Aufbruch aus Amsterdam in der Videoinstallation „Judith, du bist ja keine 17 mehr“, die 2000 in der Kunsthalle Krems in der viel beachteten Ausstellung „Milch vom ultrablauen Strom. Strategien österreichischer Künstler 1960–2000“, gezeigt wurde. Neben zahlreichen Videos, in denen die Künstlerin stets selbst als Akteurin auftrat, sind es vor allem Serien von großformatigen, häufig starkfarbigen analogen Fotografien – wie „wornout“ (seit 1997) –, mit denen sie nun ein eigenes markantes Profil entwickeln konnte. Zwar stehen auch diese Werke in Bezug zu performativen Inszenierungen, sie gehen allerdings weit über eine bloße fotografische Repräsentation hinaus. Denn, auch wenn analytisch-kritische Alltagsbeobachtung und intensives Erleben der eigenen situativen Lebensumstände die Grundlage von Judith Huemers Schaffen bilden, so entfalten diese dichten Bildschöpfungen nicht nur eine eigene poetische Kraft, sondern auch einen neuartigen, eigenwertigen Objektcharakter von skulpturaler Wirkung und hohem, bisweilen unauflösbaren Assoziationspotential.

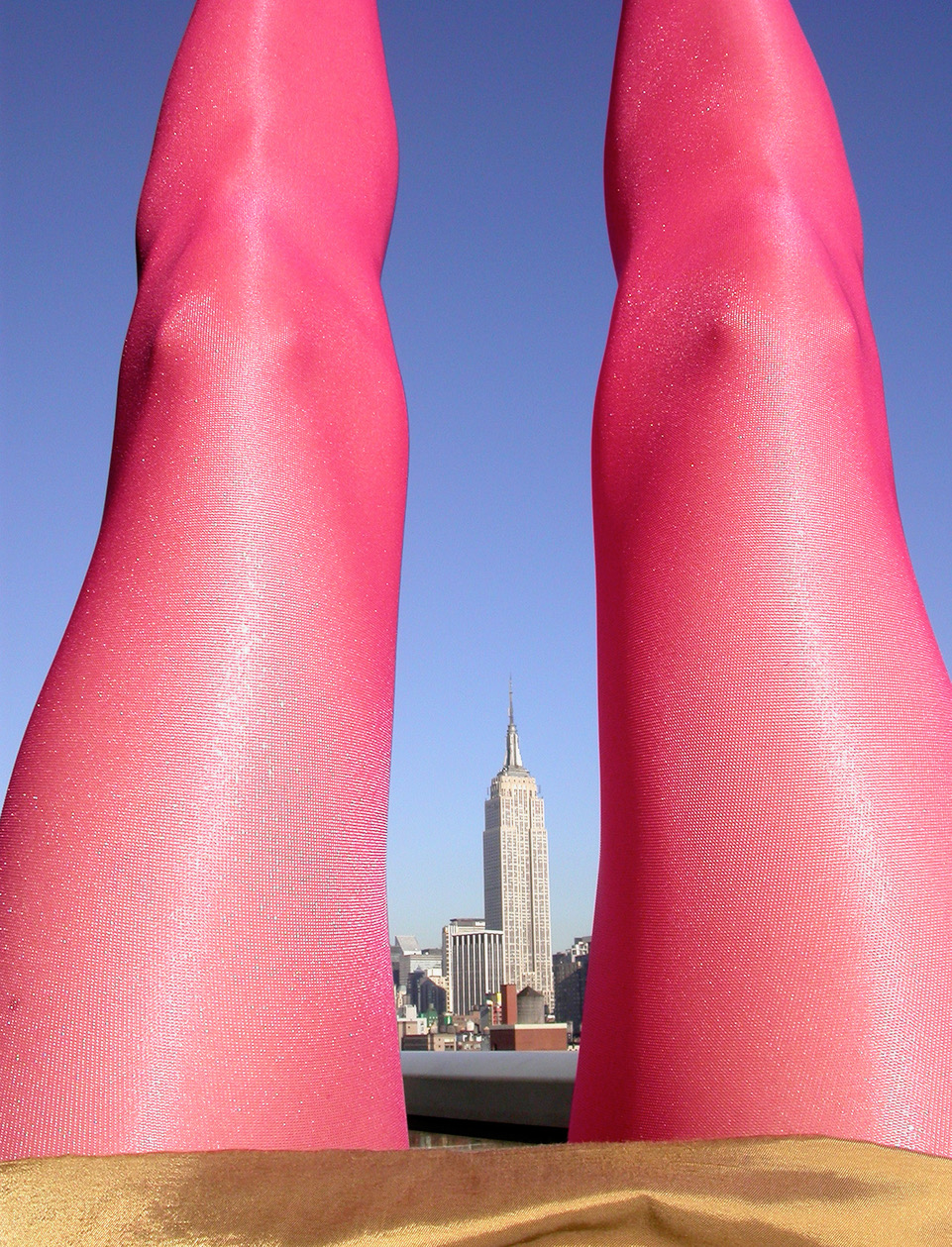
Judith Huemer, „Balcony Session“ Selbstauslöserfoto, New York City, 2007. Im Hintergrund das Empire State Building

Nach einem vom BMUKK unterstützten Artist-in-Residence-Aufenthalt in Rom (2000), übernahm Judith Huemer eine Assistentenstelle im Fachbereich Erweiterter malerischer Raum (Franz Graf) am Institut für Bildende Kunst an der Akademie der bildenden Künste Wien. Sie unterrichtete projektorientierte Studien und initiierte von 2001 bis 2007 unter dem Titel „BücherWand“ eine Kooperation mit den Büchereien Wien. 2005 wurde die Assistentenstelle in eine a. o. Professur überführt. Seither leitet Judith Huemer den Fachbereich Kunst mit erweiterter malerischer Raum – Aktion/Skulptur/Installation im öffentlichen Raum, deren Schwerpunkt auf Installationen und Interventionen liegt. Ein weiterer, vom BMUKK unterstützter Artist-in-Residence-Aufenthalt führte sie 2006/2007 nach New York. Auf dem Balkon ihres Wohn-Ateliers mit Blick auf das Empire State Building entstand die humorvolle, fotografische Arbeit „Balcony Session“, eine feministische Positionierung, mit der sie größere Bekanntheit erfuhr. Wie bei vielen Künstlerinnen der Vorbildergeneration, etwa Valie Export (* 1940), spielt hier der eigene Körper eine entscheidende Rolle. Er ist zugleich Maßstab wie Instrumentarium, Welt wahrzunehmen und dabei ein pointiertes Statement zu setzen. Die Pose, in der sich Judith Huemer mit Selbstauslöser festhält, zeigt sie auf dem Rücken liegend, die Beine monumental in den Himmel gestreckt. Sie reichen höher als der zwischen ihnen sichtbar werdende, miniaturhafte Wolkenkratzer des Empire Staate Building in weiter Ferne. Das besondere an der Arbeit ist jedoch, dass Judith Huemer mit dem gewählten Ausschnitt ihren Körper fragmentiert, ihn entpersonalisiert und durch die rosa und goldene Farbigkeit ihrer Kleidung dem Alltag entfremdet, gleichzeitig aber auf eine weibliche Genderrolle festlegt und diese damit zur Diskussion stellt. „Wolkenkratzer lassen sich als Symbole männlicher Macht betrachten“, schreibt der Kunsthistoriker Gustav Schörghofer, „… doch hier steht die Welt auf dem Kopf …“, und er fragt: „Sieht so die Welt der Frau aus?“
2013 widmete ihr die Landesgalerie Linz eine größere Personale, die den Titel „Territory“ trug. Mit großformatigen Fotografien von farbintensiven Stoffrollen lotete Judith Huemer dabei Raum und Raumgrenzen des repräsentativen Wappensaales aus. Im Rahmen ihrer Lehrtätigkeit und in Kooperation mit verschiedenen Institutionen realisierte sie mit ihren Studierenden in Österreich auch zahlreiche weitere ortsspezifische Projekte im öffentlichen Raum, wie „Tête-à-Tête. Bewegungs-/Aktions-/Interventionsradius Praterstern 2018–2020“, „Blue Sky Monument“ (2020) oder „The Grid“ (2021) einem partizipatorischen und interaktiven Beitrag zum Festival der Regionen Oberösterreich unter Covid-bedingten Lockdowns.
2022 wurde sie mit dem oberösterreichischen Landeskulturpreis in der Sparte Fotografie ausgezeichnet.
Judith Huemers Schaffen zeichnet sich durch eine vielgestaltige experimentelle künstlerische Praxis aus. In der Verwendung von Farben und Materialien verfolgt sie einen eigenen Wertekanon. Ihr Œuvre umfasst Zeichnungen, Skizzen und Collagen genauso wie großformatige analoge Fotografien oder Ready mades. Eine wesentliche Rolle in ihrem Werk spielt der forschende Umgang mit Räumen als Ort und Handlungsmöglichkeit, sei es in Form von Installationen und Interventionen, Performances mit partizipatorischem Ansatz oder auch in filmischen Arbeiten. Das Ausbalancieren einer Grenzüberschreitung, die verhandelbare Schwelle zwischen öffentlichen und intimen Reichen, zwischen Außen- und Innenwelten und schließlich zwischen kollektiven und individuellen Bestimmungen zählt zu ihren zentralen Themen. Mit zivilisationskritischen Strategien, die an den Dadaismus erinnern können, sprengt sie dabei oftmals herkömmliche Gattungs- und Werkgrenzen und sucht offene Strukturen: So arbeitet sie gerne in wachsenden, unabgeschlossenen Serien und bevorzugt prozessuale wie kollaborative Arbeitsformate. Inhaltlich verfolgt sie einen gesellschaftspolitischen Ansatz mit hoher Gendersensibilität. Alltägliche Verhaltensweisen, Sprechakte oder Bekleidungskonventionen werden mit provokanter Radikalität fokussiert, gespiegelt und hinterfragt. Unter bisweilen risikobelastetem Einsatz des eigenen Körpers als Medium und Gestaltungselement führt die Künstlerin diese in veränderten Kontexten vor und legt damit diskriminierende Vorurteile oder unheilvolle Zuschreibungen frei. Toleranz zu schaffen für Pluralität und Diversität bleibt ein wichtiges Ziel ihres Schaffens.
Ihren Werdegang begleitet eine internationale Ausstellungstätigkeit. Werke von Judith Huemer waren bereits in Österreich, Deutschland, Italien, Frankreich, Portugal, der Slowakei, den Niederlanden, Belgien, Lettland, Norwegen, der Türkei und in den USA zu sehen.

## Auszeichnungen, Ehrungen und Preise
- 2022 Oberösterreichischer Landespreis für Kultur in der Sparte Fotografie
- 2009 Nominierung für den Kardinal-König-Kunstpreis, Salzburg
- 2001 Förderpreis des Landes Oberösterreich für Bildende Kunst
- 1996 AEG-Kunstpreis-Ökologie, Köln

## Ausstellungen (Auswahl)
- 2025 Verlorene Form, Fotogalerie Wien, 24.06. bis 19.07.2025

- 2024 WERDEN, Installation im Kunstraum Mariendom (Turmkapelle West) vom 4.10. bis 29.10.2024
- 2023 Preise und Talente 2022, die Kunstsammlung des Landes OÖ, Linz
- 2023 Falten, MAK – Museum für angewandte Kunst, Wien
- 2022 NO.HOT_L Istanbul 22 Edition, parallel Event Istanbul Biennale
- Blue Sky Monument, FOTO Wien, Festivalzentrale Atelier Augarten, Wien
- 2021 Fliegender Wechsel, That’s New – and Needed II, die Kunstsammlung des Landes OÖ, Linz
- 2019 About Space! Kunstverein Baden und Kunstverein Linz
- 2018 Subversive Imaginationen, Die 90er Jahre, Wien Museum MUSA
- 2017 Grüß Gott Guten Tag, Dom Museum Wien, permanent
- 2015 WERDEN, Ruprechtskirche Wien
- 2013 Territory, Personale, Landesgalerie Linz
- Flowers and Mushrooms, MdM Museum der Moderne, Salzburg
- Trophäen, Nordico Stadtmuseum Linz
- Zehn Jahre Museum des Stiftes Admont: Es lebe die Vielfalt!, Museum Benediktinerstift Admont
- 2012 Röcke tragen. Die Inszenierung von Kleidung in der zeitgenössischen Fotografie und Plastik, MdM Museum der Moderne, Salzburg
- 2010 Ich ist ein anderer, die Kunst der Selbstdarstellung, Museum Niederösterreich St. Pölten (Kat.)
- 2010 Believe in Doubt, Österreichisches Kulturforum Bratislava
- 2009 Eccentric Paths II (Central European Contemporary Art), Latvian National Museum of Art, Riga, Lettland (Kat.)
- 2008 Personale, Nexus Kunsthalle Saalfelden
- Caminhos Excentricos, Berardo Collection Museum, Lisbon, Portugal (Kat.)
- 2007 The Cosmopolitan Race, Haus der Industrie, Wien
- 21 Positions, The Austrian Cultural Forum, New York City
- 2006 balance of mind, Galerie artThiess, München
- 2002 © DA BIN ICH, Museumsquartier Wien
- 2000 Fuori di qui, Forum Austriaco di Cultura, Rom (Kat.)
- New Austrian Spotlight, Faculty of Fine Arts, Istanbul (Kat.)
- 1999 Portraits de Villes, Marseille, Frankreich
- Europatrain in Leeuwarden, Niederlande
- 1998 Hochzeitsglocken, Prostitution Information Center, Amsterdam
- Europatrain in The Netherlands, Amsterdam, Hoorn, Delfzijl (The Couple Kat.)
- Haat, Dotroom Kunstclub Hotel Winston, Amsterdam (The Couple)
- Simulation, Smart Project Space, Amsterdam (The Couple)
- 1997 Why Should I Reduce Myself When I Am In My Best Age, Galerie Zoolounge, Oslo (The Couple)
- 1996 Young Couple is Looking for a Place to Live!, Galerie Witzenhausen, Amsterdam (The Couple)
- In Love und How to Star, Summer 96, Vrieshuis America, Amsterdam (The Couple)
- Een beetje meer and In Love, G. Rietveld Academie, Amsterdam
- 1995 Leuk dat u er was!, G. Rietveld Paviljon, Amsterdam (The Couple)

## Sammlungen (Auswahl)
- Artothek des Bundes im 21er Haus Österreichische Galerie Belvedere / Wien
- MUSA Museum Startgalerie und Artothek der Stadt Wien
- MdM Museum der Moderne / Salzburg
- Salzburg Museum
- Francisco Carolinum Landesmuseum / Linz
- Nordico Stadtmuseum Linz & Lentos / Linz
- Kunstsammlung Land Oberösterreich / Linz
- Museum Niederösterreich
- Museum für Gegenwartskunst Benediktinerstift Admont,
- Shoes Or No Shoes? / Kruishoutem, Belgien.